# Cnephia dacotensis
Cnephia dacotensis är en tvåvingeart som först beskrevs av Dyar och Shannon 1927.  Cnephia dacotensis ingår i släktet Cnephia och familjen knott. Inga underarter finns listade i Catalogue of Life.